# Station Vendenheim
Station Vendenheim is een spoorwegstation in de Franse gemeente Vendenheim.

## Treindienst

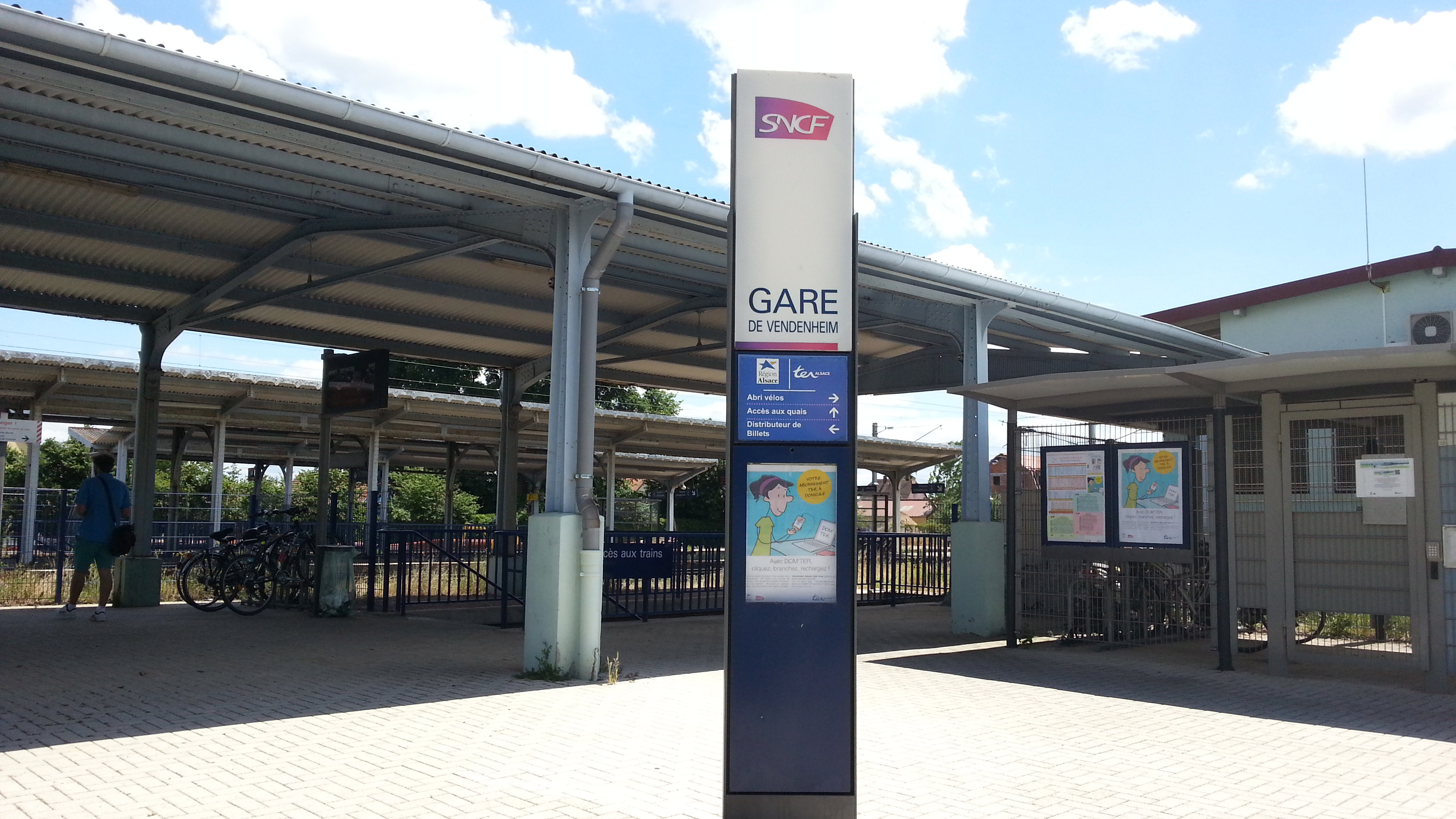

| Serie      | Treinsoort | Route                                                  | Bijzonderheden |
| ---------- | ---------- | ------------------------------------------------------ | -------------- |
| TER 830500 | TER (SNCF) | Strasbourg-Ville – Vendenheim – Haguenau – Wissembourg |                |